# Reserva biológica Huilo Huilo
La Reserva Biológica Huilo Huilo es un área natural protegida privada que se ubica en medio de Los Andes, a 860 km al sur de Santiago de Chile, en la comuna de Panguipulli, en la Región de los Ríos. Limita al este con Argentina. Se caracteriza por la conservación del huemul del sur y de tres nuevos tipos de helechos, además de la protección de la flora y fauna y el cuidado de las comunidades locales.

## Historia
La reserva fue creada en el año 2000 por iniciativa de Víctor Petermann, ingeniero en minas y controlador del grupo Themcorp, quien en años anteriores había adquirido importantes terrenos en la zona de Huilo Huilo, mediante la figura de Forestal Neltume Carranco.
El año 2004 se constituye la Fundación Huilo Huilo, con el objetivo de promover la conservación ambiental de la zona.

## Características
Entre otros premios a la sustentabilidad, obtuvo el Virgin Holidays Responsible Tourism Award como el mejor sitio de conservación y cuidado de las comunidades, la fauna y la flora locales.
Esta reserva posee un ecosistema poco explorado, donde se superponen áreas de interés científico y de conservación a nivel mundial, pues alberga una gran diversidad gracias a su particular geografía: lagos de origen glaciar, nieves eternas en el volcán Mocho-Choshuenco e innumerables cursos de agua.
En Huilo Huilo se encuentra la mayor biodiversdad de helechos de Chile continental —el mayor número de especies se encuentra en el Archipiélago Juan Fernández—, además es el hábitat de varias especies amenazadas o en peligro de extinción.
Cuenta con especies arbóreas de distinto tipo y edades, como canelos, tepas, olivillos, arrayanes, tineos, destacándose el bosque de tipo Nothofagus característico de la Selva Patagónica: raulí, mañío, lenga, ñirre y coigüe. Muchos de estos árboles son centenarios y pueden alcanzar alturas de hasta 40 m, formando los denominados Bosques Catedral.
Otra de las características de estos bosques es que muchas de sus especies son siempreverdes o perennifolio, es decir, que mantienen su follaje durante todo el año.
El aislamiento natural de la Ecorregión Valdiviana durante varios miles de años, generó especies de flora y fauna que presentan adaptaciones que las hacen únicas en el planeta. Por ejemplo, en esta reserva es posible avistar al ciervo más pequeño del mundo: el pudú, con sólo 10 kg de peso y 40 cm de altura, o la güiña, uno de los gatos silvestres más pequeños del mundo, que habita tanto en el suelo como en la copa de los árboles. También aquí se encuentra el marsupial más pequeño del mundo: el monito del monte, de aspecto similar al de un ratón.
La Reserva Biológica Huilo Huilo está basada en tres pilares esenciales: la Conservación, a través del desarrollo y patrocinio de proyectos de investigación científica que permitan un conocimiento profundo de los procesos biológicos para la conservación de las especies nativas y ecosistemas, y el estudio del origen geológico y glaciológico de la Reserva. Además, del rescate y puesta en valor de la cultura y las tradiciones locales a través de programas que van en pos de la investigación, desarrollo de las artes musicales y corporales; la Integración de la Comunidad, que incorpora a las comunidades locales, capacitando y generando puestos de trabajo en el lugar para las personas que allí viven; y el turismo sustentable, como nueva actividad económica de la zona.

## Premios y reconocimientos

### Premios nacionales
- SELLO VERDE: Protección Ambiental (2010 y 2011).
- Premios FEDETUR, Destino Turístico más Sustentable de Chile 2011.

### Premios Internacionales
- Virgin Holiday-Responsible Tourism Awards, “Best Conservation of Wildlife and Habitats”, 2012.
- “Ecotrophea” – Deutsche Reiserverband (DRV) 2012.
- Miembro de Long Run Iniciative – Zeitz Fountation 2012.
- Virgin Holiday-Responsible Tourism Awards – People’s Choice 2013.
- National Geographic’s “World Legacy Awards”, categoría Conservando el Mundo Natural, 2015.

## Galería de imágenes

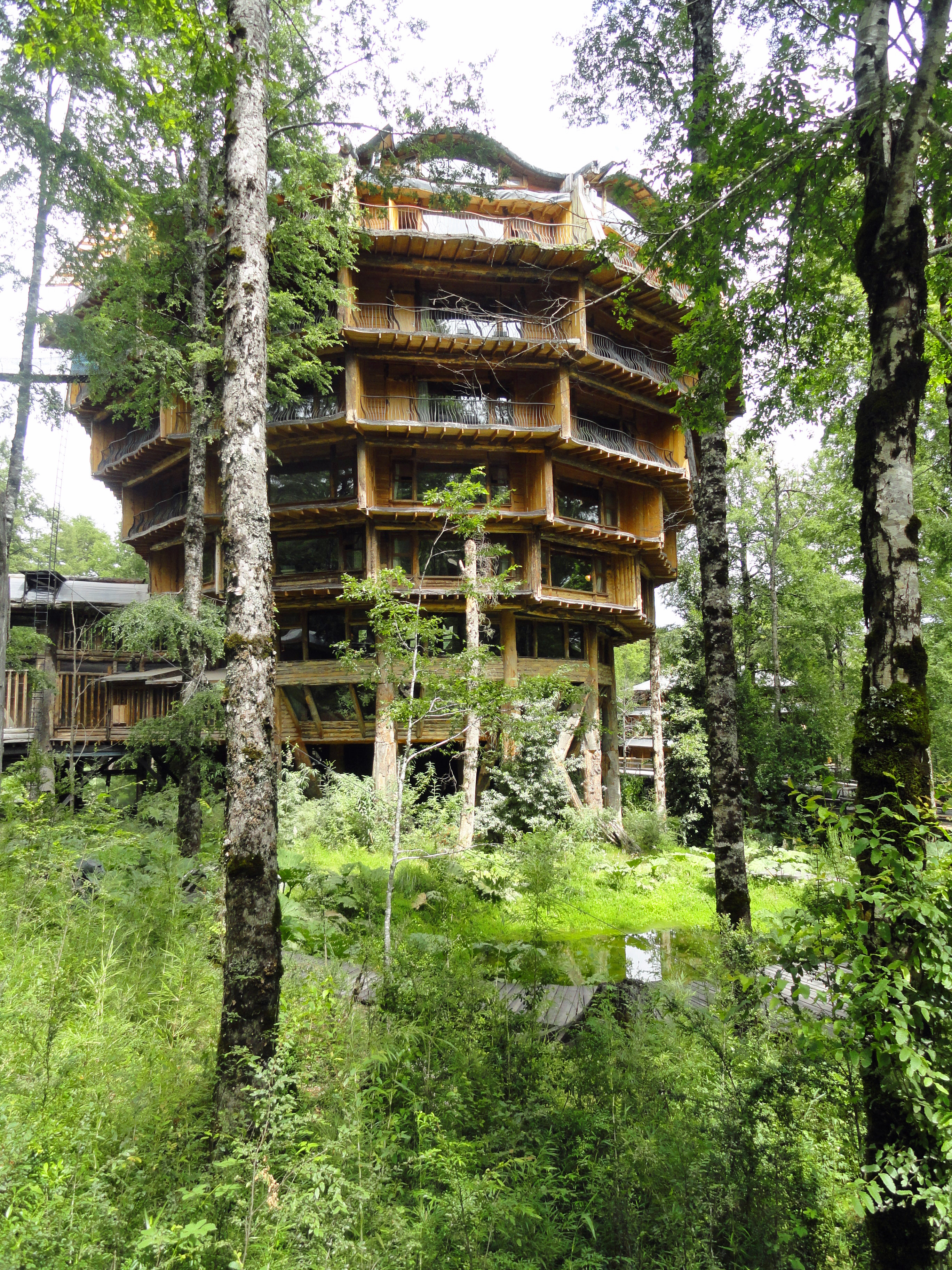
Hotel Nothofagus.
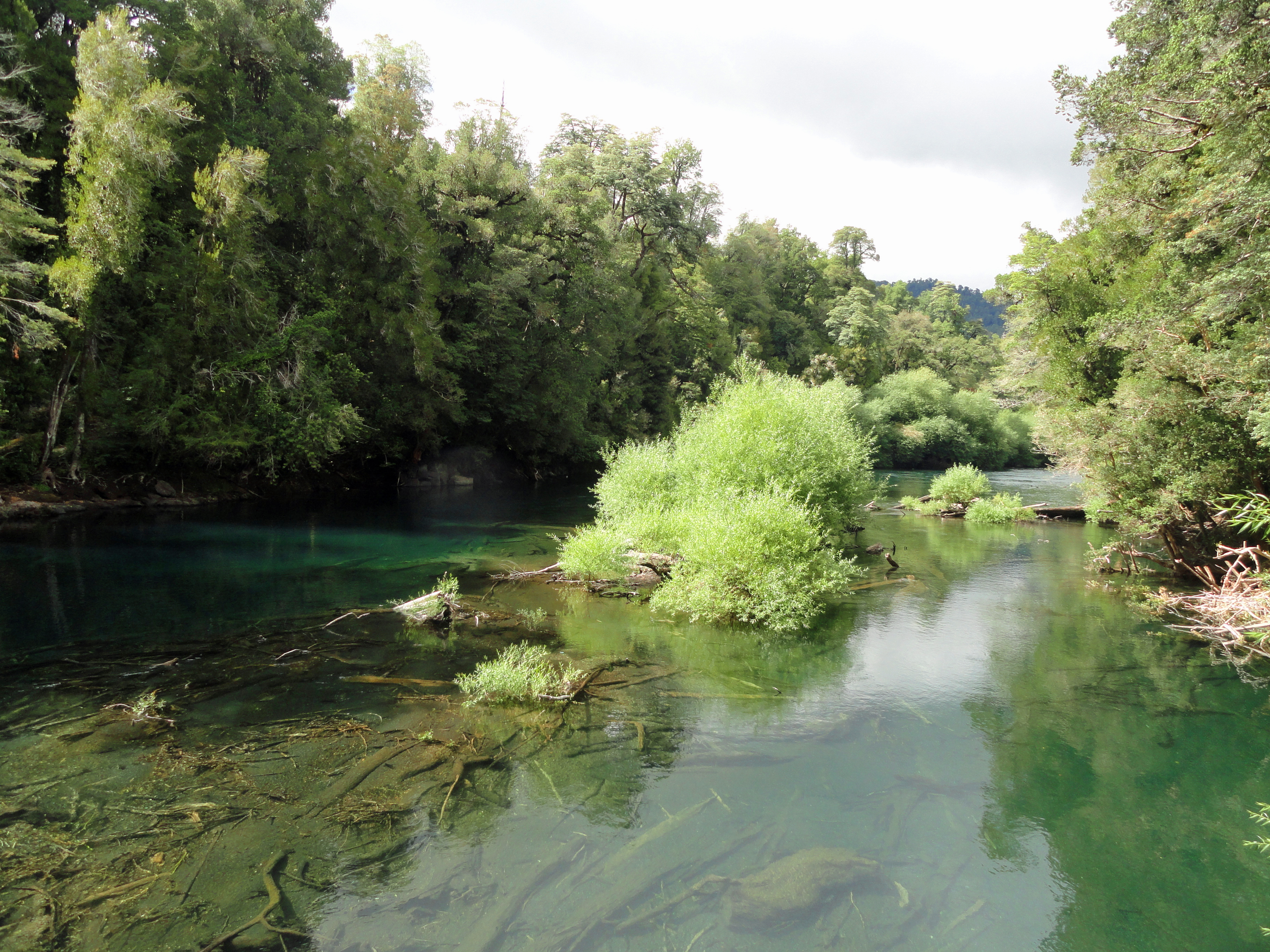
Aguas transparentes del Río Fuy.
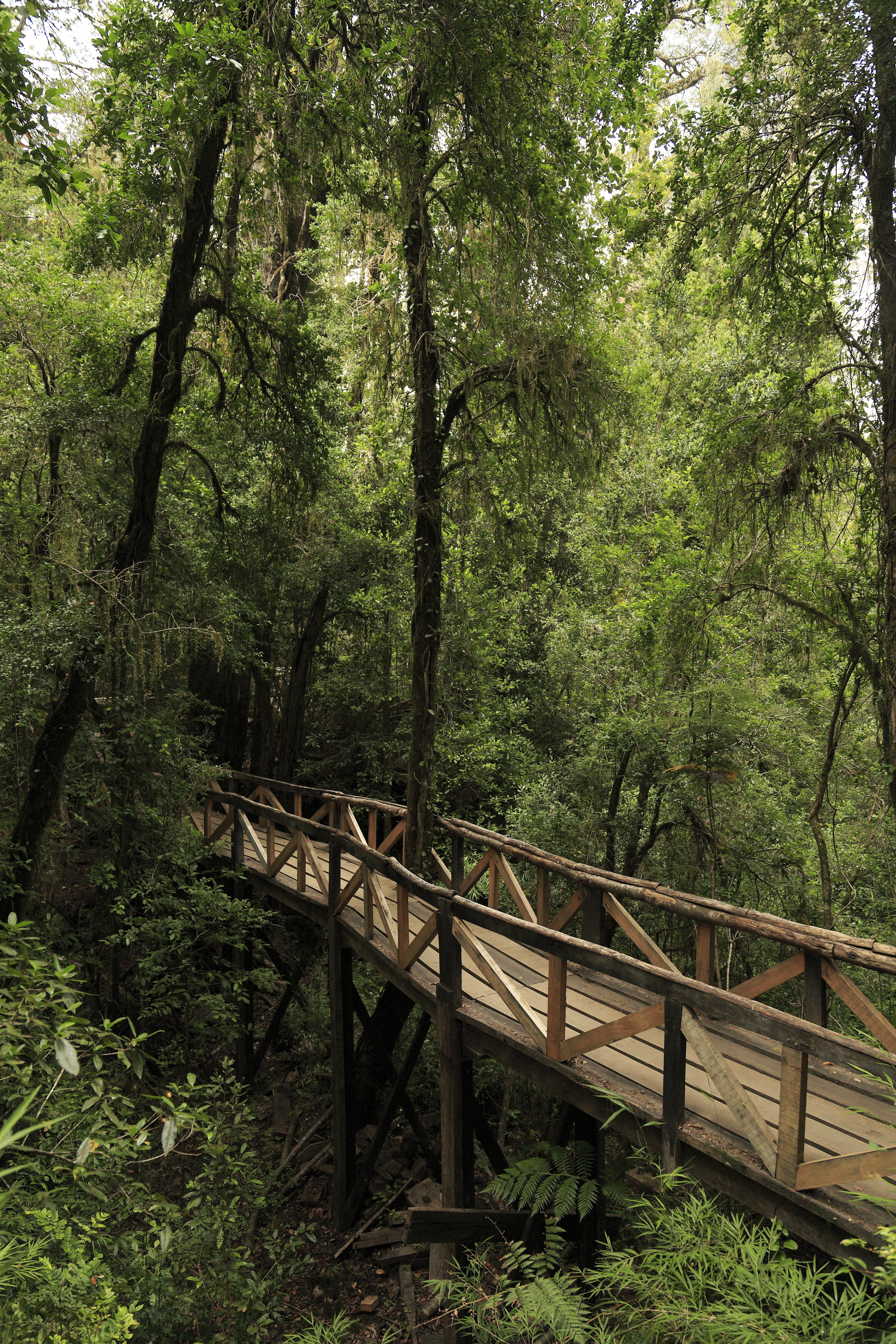
Sendero de los Espíritus.
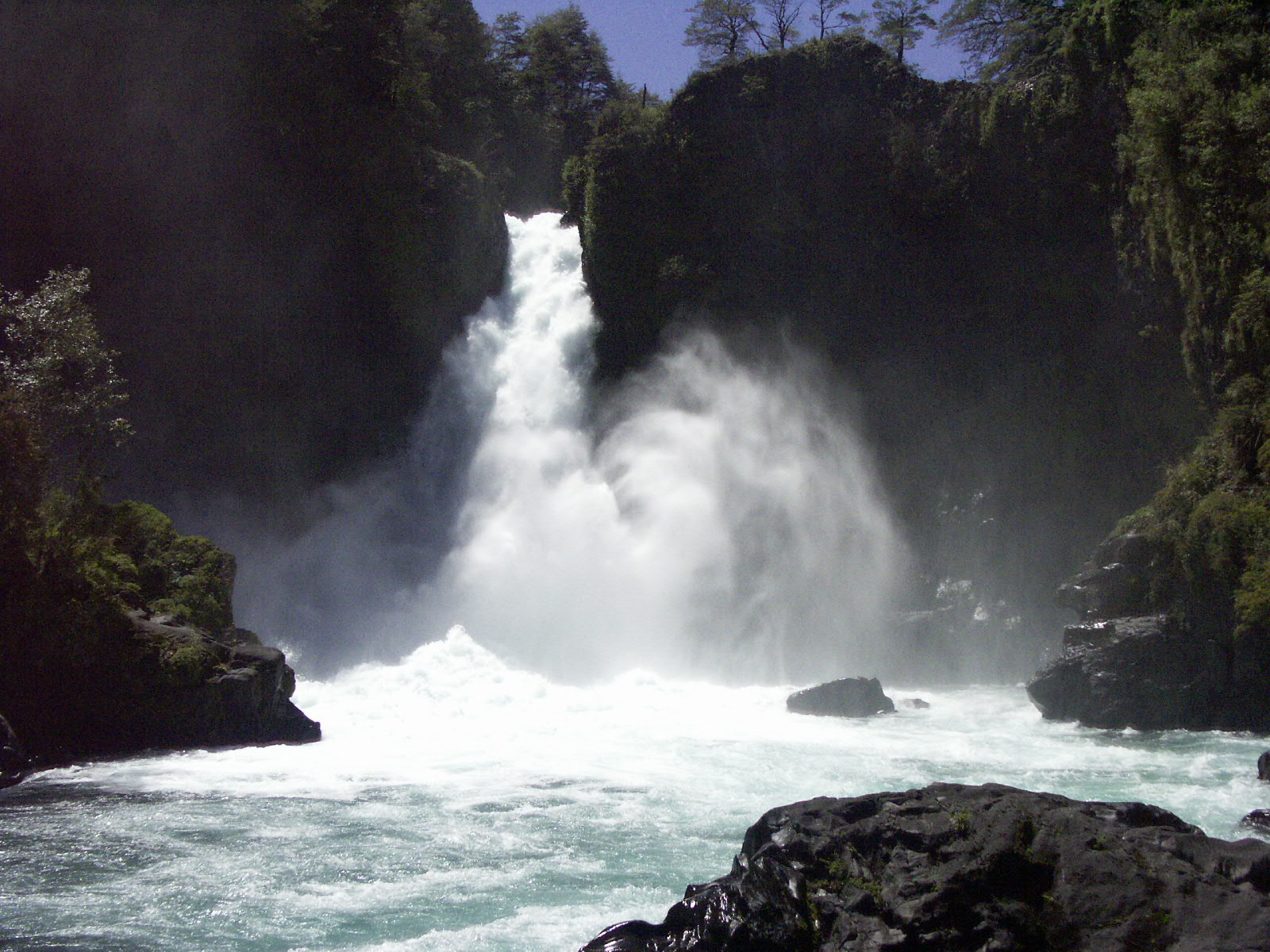
Salto Huilo Huilo.
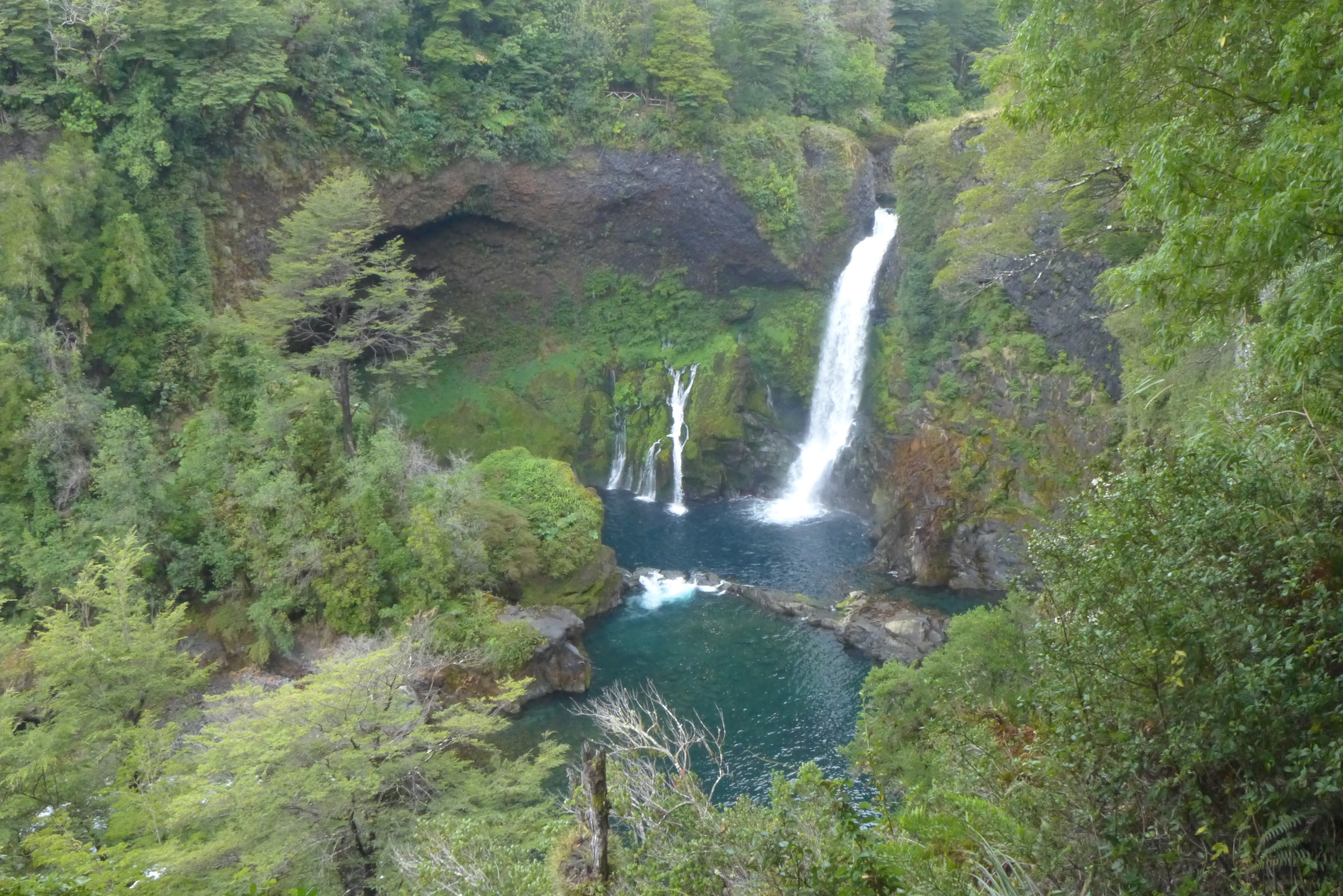
Salto Huilo Huilo en verano.
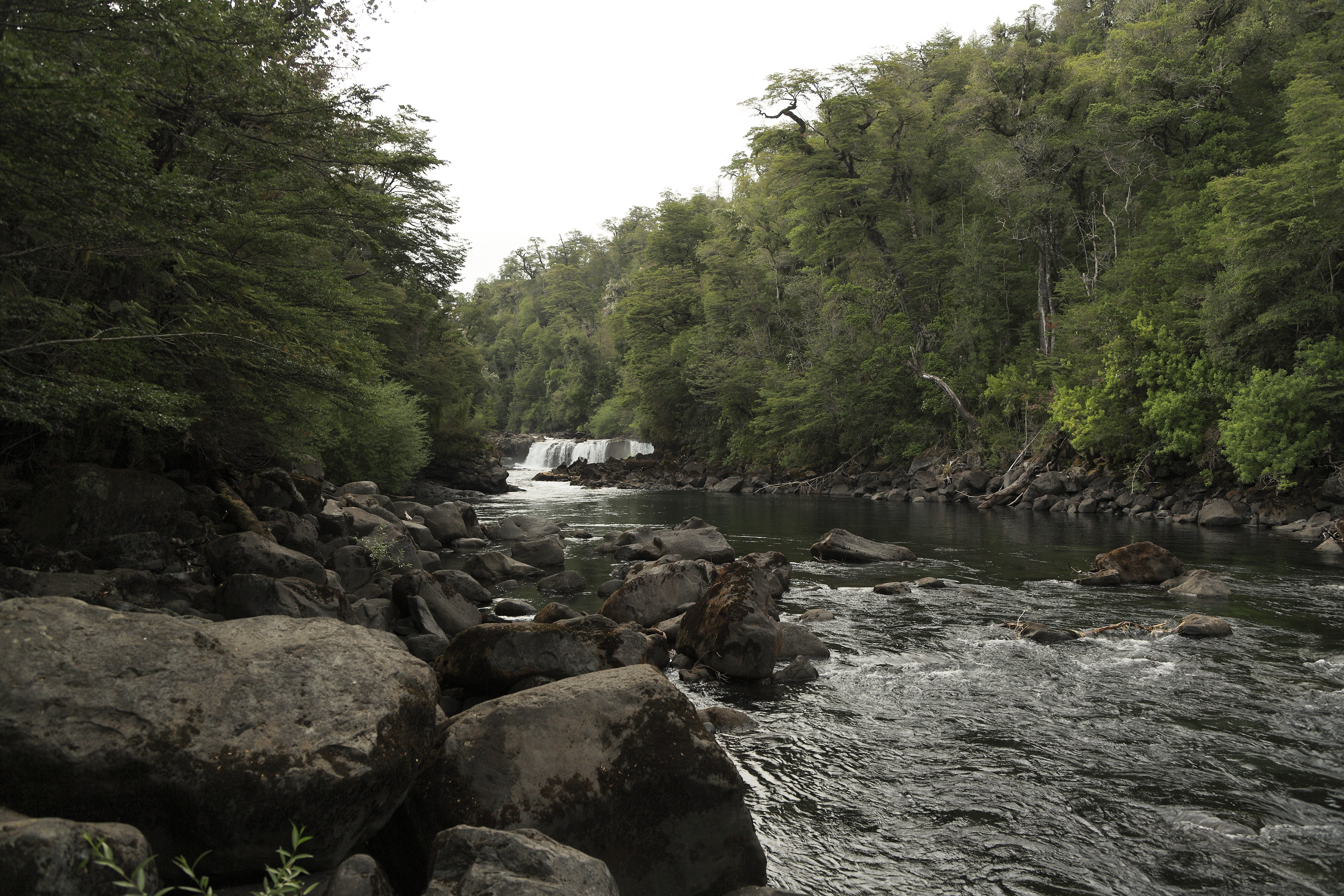
Salto de los Espíritus.
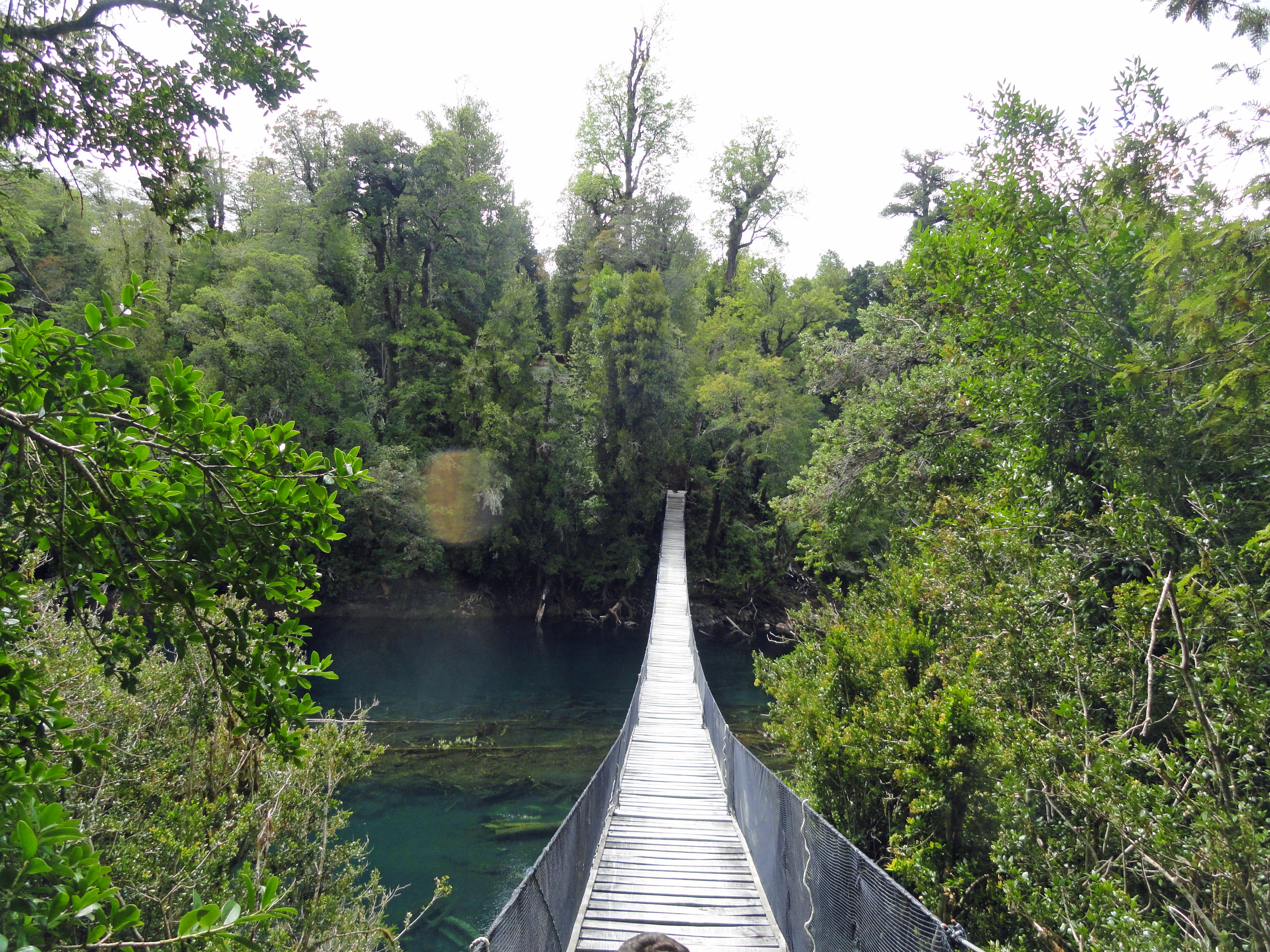
Puente colgante de la reserva
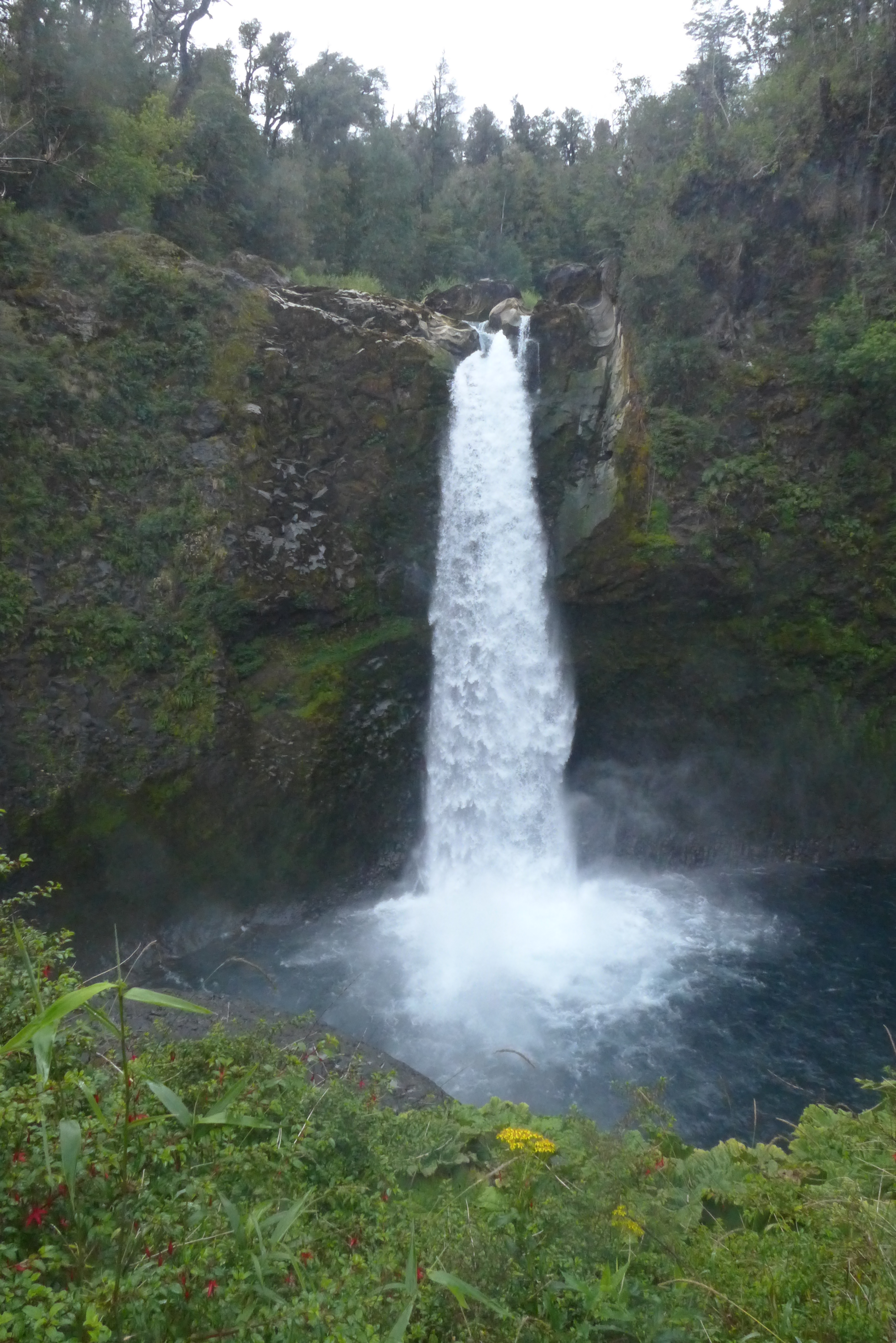
Salto del Puma en verano
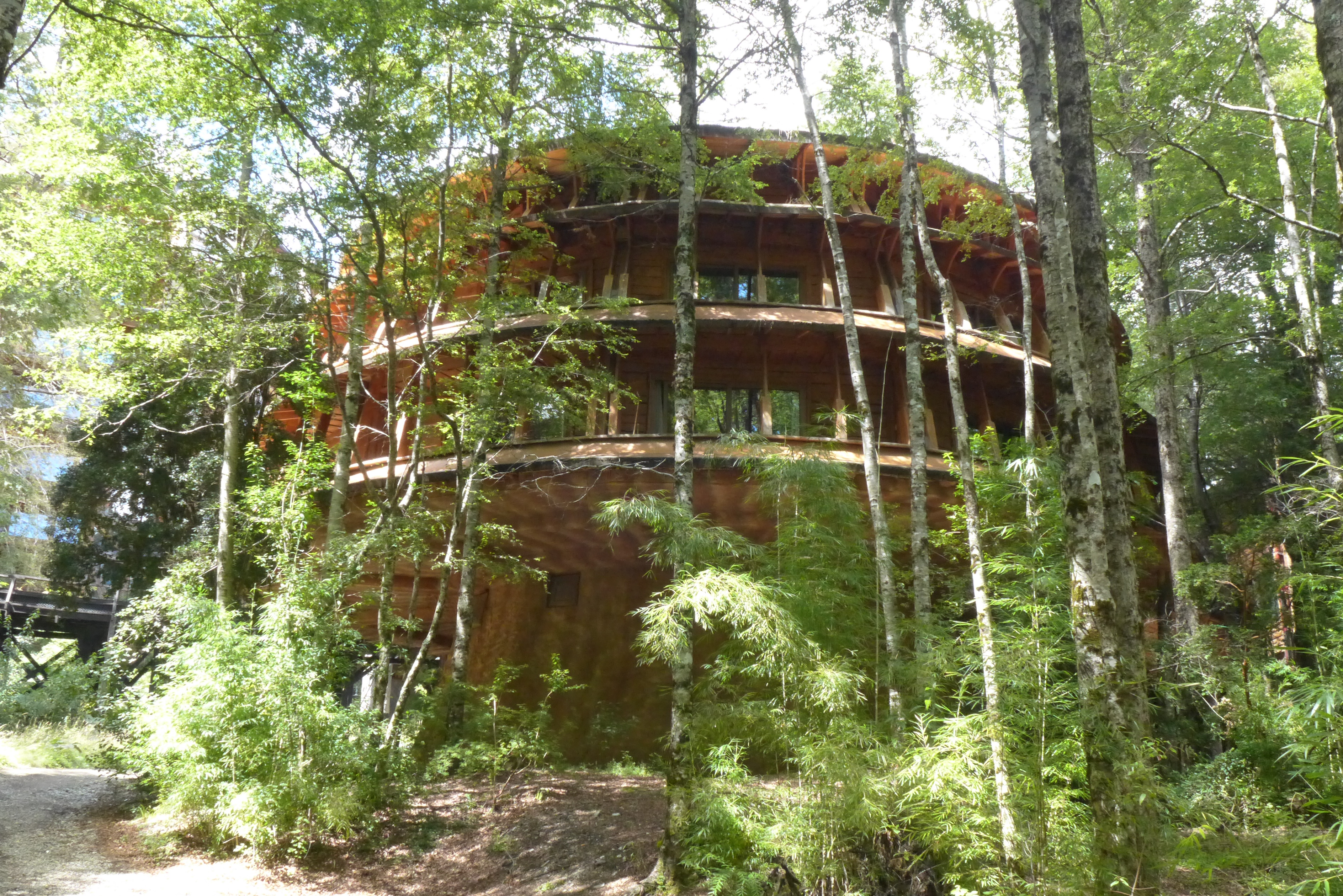
Hotel Reino Fungis
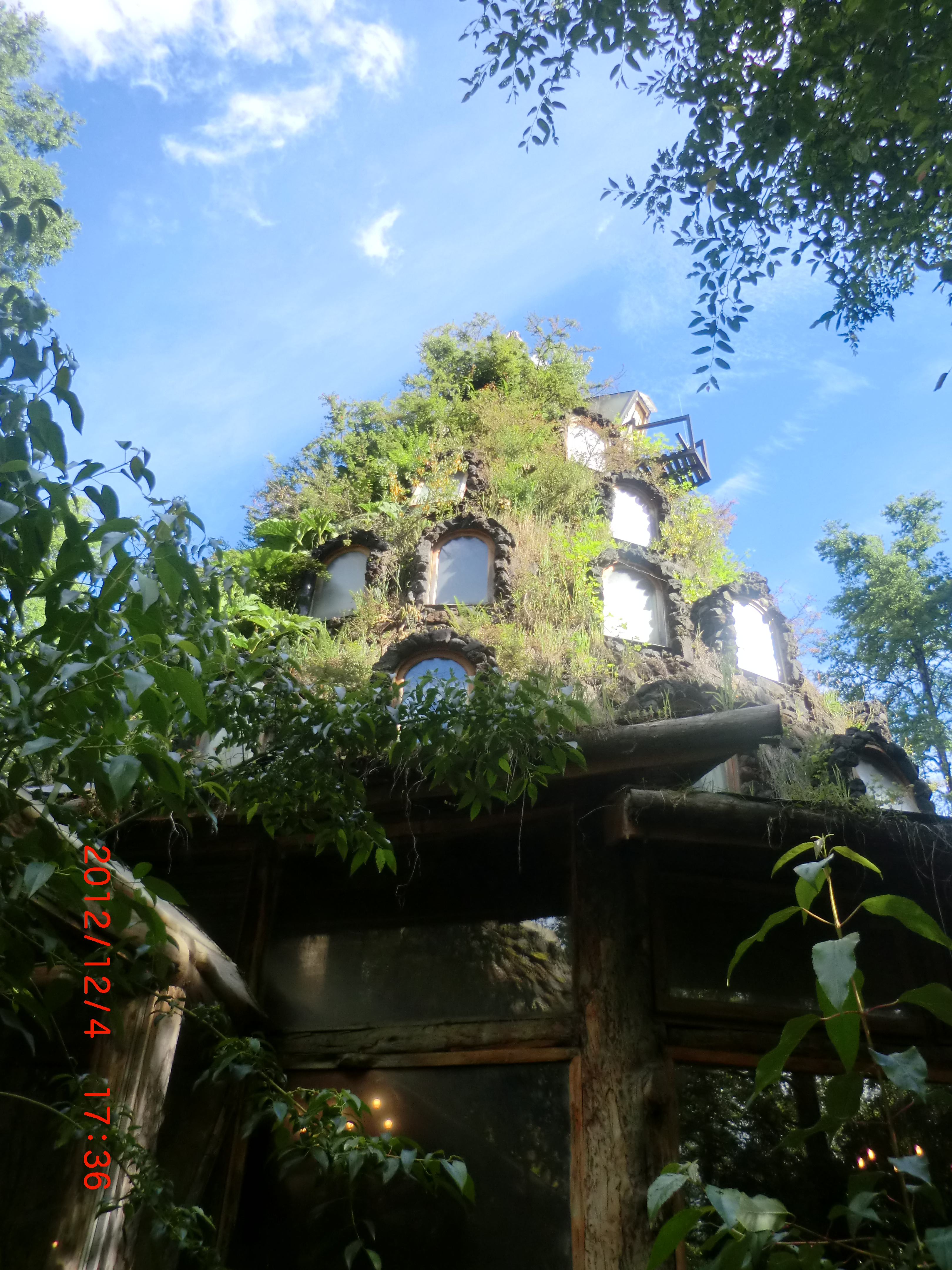
Hotel Montaña Mágica
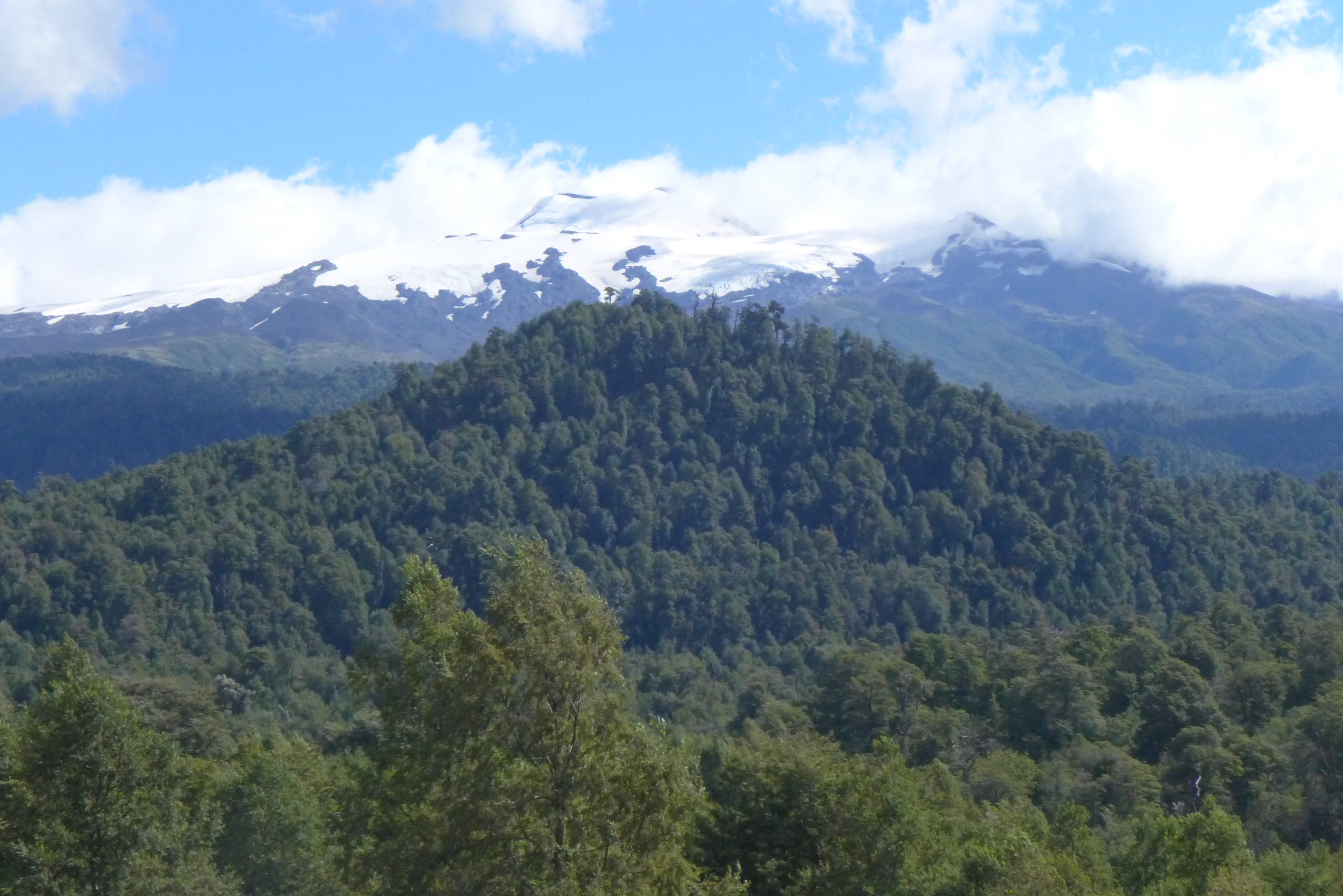
Vista al Volcán Choshuenco